# Parelaphidion aspersum
Parelaphidion aspersum är en skalbaggsart som först beskrevs av Samuel Stehman Haldeman 1847.  Parelaphidion aspersum ingår i släktet Parelaphidion och familjen långhorningar. Inga underarter finns listade i Catalogue of Life.